# 洛約拉 (加利福尼亞州)
洛約拉（英語：Loyola）是位於美國加利福尼亞州聖塔克拉拉縣的一個人口普查指定地區。

## 地理
洛約拉的座標為37°21′25″N 122°06′02″W / 37.35694°N 122.10056°W，而該地最高點為海拔高度75米（即243英尺）。

## 人口
根據2010年美國人口普查的數據，洛約拉的面積為3.803平方千米，均為陸地。當地共有人口3261人，而人口密度為每平方千米857人。